# استاد حافظية
استاد حافظية (بالفارسية: استاديوم حافظيه) هو ملعب متعدد الأغراض في شيراز، إيران. يستخدم حاليا لإستضافة مباريات كرة القدم. وهو الإستاد الأساسي لإقامة مباريات دوري كرة القدم الإيرانية. يحتوى الإستاد على 20,000 مقعد. في عام 2002 استضاف الإستاد نهائي كأس حافظية. يتوسط الإستاد مدينة شيراز، في ضاحية حافظية بالقرب من ضريح حافظ الشيرازي.